# Ázerbájdžán na Zimních olympijských hrách 2010
Ázerbájdžán na Zimních olympijských hrách 2010 ve Vancouveru reprezentovali dva sportovci v jednom sportu.